# Nicolae Munteanu
Nicolae Munteanu (n. 7 decembrie 1951, Orașul Stalin, România) este un fost handbalist român, care a făcut parte din lotul echipei naționale de handbal a României, medaliată cu argint olimpic la Montreal 1976 și cu bronz olimpic la Moscova 1980 și Los Angeles 1984.

## Distincții
- Ordinul „Meritul Sportiv” clasa a II-a (18 august 1976) „pentru rezultatele deosebite obținute la Jocurile olimpice de vară de la Montreal – 1976, precum și pentru contribuția adusă la dezvoltarea activității sportive și la creșterea prestigiului sportului românesc pe plan internațional”[2]
- Ordinul „Meritul Sportiv” clasa a III-a (15 aprilie 1981) „pentru rezultatele deosebite obținute la Jocurile olimpice de vară de la Moscova — 1980, precum și pentru contribuția adusă la dezvoltarea activității sportive și la creșterea prestigiului sportului românesc pe plan internațional”[3]